# Gulf Hills
Gulf Hills is een plaats (census-designated place) in de Amerikaanse staat Mississippi, en valt bestuurlijk gezien onder Jackson County.

## Demografie
Bij de volkstelling in 2000 werd het aantal inwoners vastgesteld op 5900.

## Geografie
Volgens het United States Census Bureau beslaat de plaats een oppervlakte van
20,9 km², waarvan 19,6 km² land en 1,3 km² water.

## Plaatsen in de nabije omgeving
De onderstaande figuur toont nabijgelegen plaatsen in een straal van 12 km rond Gulf Hills.